# Johnny Suede
Johnny Suede è un film del 1991, scritto e diretto da Tom DiCillo, al suo esordio alla regia cinematografica, ed interpretato da Brad Pitt, nel suo primo ruolo da protagonista.
Il film ha vinto il Pardo d'Oro al Festival di Locarno.

## Trama
Johnny è un ingenuo ragazzo arrivato a New York dalla profonda provincia americana con il sogno di raggiungere il successo come cantante di rockabilly. Si veste e si acconcia prendendo a modello i suoi idoli musicali, a partire dall'appariscente pompadour, ma per avere un'immagine perfetta gli manca una sola componente dell'abbigliamento: le scarpe. 
Un giorno, gli piovono addosso da chissà dove proprio un paio di brothel creeper nere in pelle scamosciata (suede). Da quel momento trova il suo nome d'arte, Johnny Suede, ma continua a non avere né i mezzi, né la determinazione e forse nemmeno il talento, per costituire una band musicale insieme all'amico Deke, con il quale lavora invece come imbianchino per guadagnarsi qualche soldo per tirare avanti.
Mentre persegue con scarsa fortuna le sue velleità artistiche, Johnny conduce una complicata vita sentimentale, passando con inconsapevolezza da una tormentata relazione all'altra. 
Darlette lascia l'ambiguo fotografo Flip Doubt per stare con lui, gli promette l'aiuto della madre, che lavora in una compagnia discografica, ma poi lo lascia, senza spiegazioni, per tornare con il precedente compagno. 
Johnny incontra poi Yvonne, seria insegnante con cui sembra avere poco a che fare, ma con la quale, malgrado i molti dubbi, va a vivere insieme. Il loro rapporto ha alti e bassi e si rovina forse irreparabilmente il giorno del compleanno di Johnny, quando lui la tradisce con una sconosciuta intravista in metropolitana, lei lo scopre e finiscono per litigare violentemente. Dopo aver trascorso la notte per strada, Johnny rientra a casa, ma il film si chiude senza rivelare se i due si riconcilieranno.

## Critica
Il Dizionario Mereghetti lo definisce «scanzonato e lunare [...] accattivante ma fragilissimo».
Per il Dizionario Morandini, «un esordio intelligente e simpatico».